# Мария Илиева (политик)
Вижте пояснителната страница за други личности с името Мария.
Вижте пояснителната страница за други личности с името Мария Илиева.
Мария Йорданова Илиева е български политик, избрана за народен представител в XLIV народно събрание от 23 многомандатен избирателен район – София.

## Биография

### Ранни години
Мария Илиева е родена на 5 януари 1973 г. в град Русе. Завършва Английска гимназия „Гео Милев“ (Русе). Тя е магистър по икономика, специалност „Контрол и анализ на фирмената дейност“ от Стопанска академия „Д.А.Ценов“ – Свищов и магистър по публично управление от Университета в Лиеж, Белгия. Завършила е двугодишен квалификационен курс по специалност „Право“ в Стопанска академия „Д. А. Ценов“ – Свищов с квалификация „Търговски прокурист и пълномощник“. Специализирала е „Контрол, оценка и одит на публичните разходи“ в Националното училище по администрация (ENA), Франция. Владее френски език, английски език, италиански език и руски език.
Мария Илиева е сертифициран одитор в публичния сектор, със сертификат CGAP (Certified Government Auditing Professional), издаден от Института на вътрешните одитори в САЩ. Притежава и сертификат за вътрешен одитор в публичния сектор от Министерство на финансите в България. Тя е регистриран медиатор със специализация търговска медиация. Завършила е и Българско училище за политика „Димитър Паница“. От 2018 г. е избрана за член на Контролния съвет на Института на вътрешните одитори в България.

### Професионален опит
Мария Илиева започва своята кариера като одитор в Агенцията за държавен вътрешен финансов контрол, след което е работила като одитор в Сметна палата на България. Изпълнявала е длъжностите „Ръководител на звеното за вътрешен одит“ и „Главен секретар“ на Комисия за финансов надзор на Република България. В периода 2009 – 2011 г. е главен секретар на Комисията за публичен надзор над регистрираните одитори.
Кариерата ѝ е продължила в Национален осигурителен институт, в който заема позицията Главен директор на Дирекция „Човешки ресурси, обществени поръчки, инвестиции и административно-стопанска дейност“. През 2012 – 2013 г. изпълнява длъжността Заместник-изпълнителен директор в АЕЦ „Козлодуй“, където отговаря за икономическата дейност на дружеството.
От 2015 г. е директор на Дирекция „Вътрешен одит“ в Министерство на енергетиката на България.

### Политика
Тя е член на Комисията по бюджет и финанси и Комисията по правни въпроси, Председател на постоянно действаща подкомисия за отчетност на публичния сектор към Комисията по бюджет и финанси, Заместник-ръководител на делегацията в парламентарната асамблея на Франкофонията.
Мария Илиева е член на Контролния съвет на Института на вътрешните одитори в България и на Асоциацията на експертите за борба с измамите – САЩ. Представлявала е България в Одитния регулаторен комитет към Европейската комисия и в Международния франкофонски институт за финансова регулация.

### Семейство
Мария Илиева е омъжена и е майка на две деца – син (1999 г.) и дъщеря (2005 г.), родени в София.

### Медийни участия
- Изборен кодекс: дебат по БНТ с ОП и Воля – 14.02.2019;
- Влизането на България в еврозоната: България Он еър – 03.10.2018;
- Бюджет 2019 г.: България он еър – 07.11.2018;
- Актуални политически теми: ТВ Европа – 27.01.2019; Архив на оригинала от 2019-08-21 в Wayback Machine.
- Изборния кодекс, машинно гласуване: България Он еър;
- Актуални политически теми: ТВ Европа; Архив на оригинала от 2019-08-21 в Wayback Machine.
- За данъците и протестите: Канал 3, „Патарински лайв“ – 14.11.2018 г.; Архив на оригинала от 2019-08-21 в Wayback Machine.
- Изборния кодекс, ЦИК: Канал 3, „Офанзива“ с Любо Огнянов – 09.02.2019 г.; Архив на оригинала от 2019-08-21 в Wayback Machine.